# ماریا گراتزیا بوچلا
ماریا گراتزیا بوچلا (ایتالیایی: Maria Grazia Buccella؛ زادهٔ ۱۵ اوت ۱۹۴۰) یک هنرپیشه اهل ایتالیا است.

## فیلم‌شناسی
- عشق و ازدواج (۱۹۶۴)
- بازی کثیف (۱۹۶۵)
- بالا و پایین (۱۹۶۵)
- دوشیزه‌ای برای شاهزاده (۱۹۶۵)
- خانه‌داری به سبک ایتالیایی (۱۹۶۵)
- خیانت به سبک ایتالیایی (۱۹۶۶)
- دوشیزه‌ای برای شاهزاده (۱۹۶۶)
- یک ایتالیایی در آرژانتین (۱۹۶۶)
- بعد از روباه (۱۹۶۶)
- مردی از کوکودی (۱۹۶۵)
- شب‌های دلپذیر (۱۹۶۶)
- به خاطر عشق و طلا (۱۹۶۶)
- خیانت به سبک ایتالیایی (۱۹۶۶)
- من با شما برای تفریح ازدواج کردم (۱۹۶۷)
- همه شما برهنه کجا می‌روید؟ (۱۹۶۹)
- بله قربان (۱۹۶۹)
- دوران کودکی، حرفه و نخستین تجربه جاکومو کازانووا، اهل ونیز (۱۹۶۹)
- جنایت در فرمول یک (۱۹۸۳)
- باد خشمگین